# Ойкасы (Вурнарский район)
Ойкасы́ (чув. Уйкас Ялтăра) — деревня в Вурнарском районе Чувашской Республики. Входит в состав Азимсирминского сельского поселения.

## География
Находится в центральной части Чувашии, на расстоянии приблизительно 19 км на север-северо-запад по прямой от районного центра посёлка Вурнары.

## История
Известна с 1858 года как околоток деревни Первая Ялдра (ныне в составе деревни Малдыкасы), когда здесь было учтено 204 жителя. В 1906 году было учтено 55 дворов и 277 жителей, в 1926 — 71 двор, 285 жителей, в 1939 — 272 жителя, в 1979 — 153. В 2002 году было 42 двора, в 2010 — 36 домохозяйств. В 1931 году был образован колхоз «Комсомолец», в 2010 действовал ОАО «Вурнарский мясокомбинат».
В ученых записках «К вопросу о заселении юго-восточной и южной частей Чувашии», изданного в 1956 г., Димитриев В.Д. излагает: «В дремучие леса прибыл и поселился чуваш Ялдра. У него было много детей и внуков. Потомки Ялдры (орфографич. Ялтра. - Г.К.) основали девять выселков: Азим-Сирма (Витёртухан Ялтра), Малдыкасы (Малти-кас Ялтра), Ойкасы (Уйкас Ялтра), Тувалькино (Тавальушкан Ялтара), Эпшики (Юпшик Ялтара), - ныне в Вурнарском районе, Юманай (Юманай Ялтара) и Вторые Ялдры (Уйпуç Ялтара) — ныне в Шумерлинском районе. Одним из потомков Ялдры был Азим. Он поселился на речке, построил там меленку - мутовку. И речку назвали Азим-Сирма, и выселок. А сын Азима Тйваль (Туваль), выселился севернее Азим-Сирмы к другому оврагу».

## Население
Постоянное население составляло 128 человек (чуваши 92 %) в 2002 году, 117 — в 2010.